# Elecciones generales de Jamaica de 1976
Las elecciones generales de Jamaica de 1976 se llevaron a cabo el 15 de diciembre. Se aumentó el número de escaños de la Cámara de Representantes de 53 a 60. El resultado fue una victoria para el gobernante Partido Nacional del Pueblo, que aumentó su mayoría absoluta a 47 escaños, mientras que el principal opositor, el Partido Laborista de Jamaica, obtuvo 13 escaños, perdiendo tres con respecto a la elección anterior. La participación electoral fue del 85.21%.

## Resultados
| Partido                  | Partido                      | Votos   | %    | Escaños | +/- |
| ------------------------ | ---------------------------- | ------- | ---- | ------- | --- |
|                          | Partido Nacional del Pueblo  | 417.768 | 56.8 | 47      | +10 |
|                          | Partido Laborista de Jamaica | 318.180 | 43.2 | 13      | -3  |
| Votos en blanco/anulados | Votos en blanco/anulados     | 6.201   | –    | –       | –   |
| Total                    | Total                        | 742.149 | 100  | 60      | +7  |
| Fuente: Nohlen           |                              |         |      |         |     |